# عمر سحنون
عمر سحنون (18 أغسطس 1955 في غويروما - 21 مايو 1980 (24 سنة)

) في بوردو) (بالفرنسية: Omar Sahnoun)‏ لاعب كرة قدم فرنسي الجنسية جزائري المولد راحل كان يجيد اللعب في خط الدفاع كما كان يجيد اللعب في خط الوسط .
لعب سحنون في أندية بوفيه (1967-1972) نانت (1972-1979) بوردو (1979-1980) .
ساهم سحنون في تتويج نادي نانت ببطولة دوري الدرجة الأولى موسم 1976/1977 وببطولة كأس فرنسا موسم 1978/1979 .
شارك سحنون مع منتخب فرنسا في 6 مباريات دولية في الفترة من 1977 إلى 1978 . تم استبعاده من المشاركة في بطولة كأس العالم لكرة القدم 1978 التي أقيمت في الأرجنتين بسبب مشاكل في القلب .
أثناء قيامه بالتدريبات مع زملائه في النادي سقط سحنون على الأرض بعدما فاجئته أزمة حادة وتوفي على إثرها فورا .
ابنه نيكولاس سحنون يلعب حاليا في خط وسط نادي الدرجة الأولى مونبيلييه الفرنسي .

## روابط خارجية
- عمر سحنون على موقع قاعدة بيانات كرة القدم.إي يو (الإنجليزية)
- عمر سحنون على موقع ليكيب (الفرنسية)
- عمر سحنون على موقع ناشيونال فوتبول تيمز (الإنجليزية)
- عمر سحنون على موقع عالم كرة القدم.نت (الإنجليزية)